# Campeonato Alagoano de Futebol de 2023 - Segunda Divisão
O Campeonato Alagoano de Futebol - Segunda Divisão de 2023, também conhecido como Alagoano Série B, será a 37ª edição desta competição anualmente realizada pela Federação Alagoana de Futebol. A competição representa o segundo escalão do futebol de Alagoas.
A competição contará com a participação de 10 clubes e terá a previsão de início a partir do dia 21 de junho, com previsão de término para o dia 13 de agosto. O campeão conquistará o acesso para a Primeira Divisão em 2024.

## Regulamento
A competição será separada em 3 fases: Primeira Fase, Semifinais e Final.
Na Primeira Fase, as 10 equipes jogarão entre si, somente em partidas de ida, totalizando 9 rodadas. Os 4 melhores classificados dessa fase serão classificados para a Semifinal. Está vedado para a equipe do CRB B disputar a fase Semifinal. No caso dessa equipe terminar entre os 4 primeiros, a vaga será repassada para a equipe que terminar a primeira fase em 5º colocado.
Nas Semifinais, as quatro equipes classificadas da fase anterior serão separadas em dois confrontos. Os confrontos serão definidos pelo cruzamento olímpico (1º colocado x 4º colocado; 2º colocado x 3º colocado). Os confrontos serão realizados em jogos de ida e volta com vantagem do mando de campo no segundo jogo para a equipe de melhor campanha na Primeira Fase, classificando-se para a Final as equipes melhores pontuadas. Em caso de empate nos confrontos, será dada a classificação para o clube de melhor campanha na Primeira Fase.
Na Final, os dois clubes classificados da fase anterior farão jogos de ida e volta com vantagem do mando de campo no segundo jogo para a equipe de melhor campanha, somados em todas as fases anteriores. Ao final dos confrontos, o clube que realizar a melhor campanha será declarado o Campeão da competição e terá seu acesso garantido para a Primeira Divisão em 2024. Em caso de empate nos confrontos, será realizado uma disputa de pênaltis para desempate.

### Critérios de desempate
Em caso de empate no número de pontos ganhos entre duas equipes ou mais, a classificação será definida pelos seguintes critérios técnicos:
1. Maior número de vitórias;
2. Maior saldo de gols;
3. Maior número de gols pró;
4. Confronto direto;
5. Menor número de cartões vermelhos recebidos;
6. Menor número de cartões amarelos recebidos;
7. Sorteio.

## Equipes Participantes
| Baixa | Equipes rebaixadas da Primeira Divisão de 2022 |

## Técnicos
| Equipe           | Técnico                                |
| ---------------- | -------------------------------------- |
| CEO              | Distefano Brandão (1ª—)                |
| CRB B            | William Sander (1ª—)                   |
| Dimensão Saúde   | Robinson Santos (1ª—)                  |
| Dínamo           | Peu Santos (1ª—)                       |
| FF Sport         | Rommel Vieira (1ª—)                    |
| Guarany Alagoano | Osmar Magalhães (1ª—)                  |
| Jacyobá          | Wellington Santos (1ª—)                |
| Miguelense       | Hélio Amorim (1ª—3ª) Elias Alves (4ª—) |
| Penedense        | Jaelson Marcelino (1ª—)                |
| Zumbi            | Elenilson Santos (1ª—)                 |

## Primeira fase

### Classificação
Atualizado até 30 de julho. Fonte:

### Confrontos
| Mandante \| Visitante | CEO | CRB | DIM | DIN | FFS | GUA | JAC | MIG | PEN | ZEC |
| --------------------- | --- | --- | --- | --- | --- | --- | --- | --- | --- | --- |
| CEO                   | —   | 2–2 |     | 4–0 |     | 4–2 |     | 1–0 | 2–0 |     |
| CRB B                 |     | —   |     | 3–0 |     | 2–0 | 6–0 | 5–0 |     |     |
| Dimensão Saúde        | 1–1 | 1–1 | —   |     |     |     |     | 1–0 |     | 1–2 |
| Dínamo                |     |     | 2–3 | —   | 0–1 |     |     |     | 0–5 | 0–0 |
| FF Sport Nova Cruz    | 1–4 | 1–2 | 1–0 |     | —   | 1–0 |     |     |     | 0–2 |
| Guarany Alagoano      |     |     | 0–1 | 1–2 |     | —   | 3–0 | 2–0 |     |     |
| Jacyobá               | 1–1 |     | 2–3 | 1–0 | 3–1 |     | —   |     |     | 0–3 |
| Miguelense            |     |     |     | 1–0 | 0–2 |     | 0–1 | —   | 0–2 |     |
| Penedense             |     | 2–0 | 1–0 |     | 2–0 | 4–1 | 3–0 |     | —   |     |
| Zumbi                 | 1–1 | 5–0 |     |     |     | 2–0 |     | 4–0 | 1–2 | —   |

Os jogos irão começar a partir do dia 21 de junho. Fonte:

Em vermelho, os jogos da próxima rodada

| Vitória do mandante | Vitória do visitante | Empate |

## Fase final
Em itálico, os clubes que jogarão como mandante o jogo da ida. Em negrito, os classificados.
|  | Semifinais      | Semifinais | Semifinais | Semifinais |       |           | Final | Final | Final | Final |
|  |                 |            |            |            |       |           |       |       |       |       |
|  | Penedense       | 1          | 0          | 1          |       |           |       |       |       |       |
|  | Dimensão Capela | 0          | 1          | 1          |       |           |       |       |       |       |
|  | Dimensão Capela | 0          | 1          | 1          |       | Penedense | 0     | 0     | 0 (3) |       |
|  |                 |            |            |            |       | Penedense | 0     | 0     | 0 (3) |       |
|  |                 | Zumbi      | 0          | 0          | 0 (1) |           |       |       |       |       |
|  | Zumbi           | Zumbi      | 0          | 0          | 0 (1) | 0         | 0     | 0     |       |       |
|  | Zumbi           |            |            |            |       | 0         | 0     | 0     |       |       |
|  | CEO             | 0          | 0          | 0          |       |           |       |       |       |       |

## Premiação
| Campeonato Alagoano Série B 2023 |
| Alagoas                          |
| -------------------------------- |
| Penedense Campeão (1.º título)   |

## Estatísticas
Atualizado em 23 de maio de 2023

### Artilharia
| Gols | Jogador | Equipe |
| ---- | ------- | ------ |